# Lactário

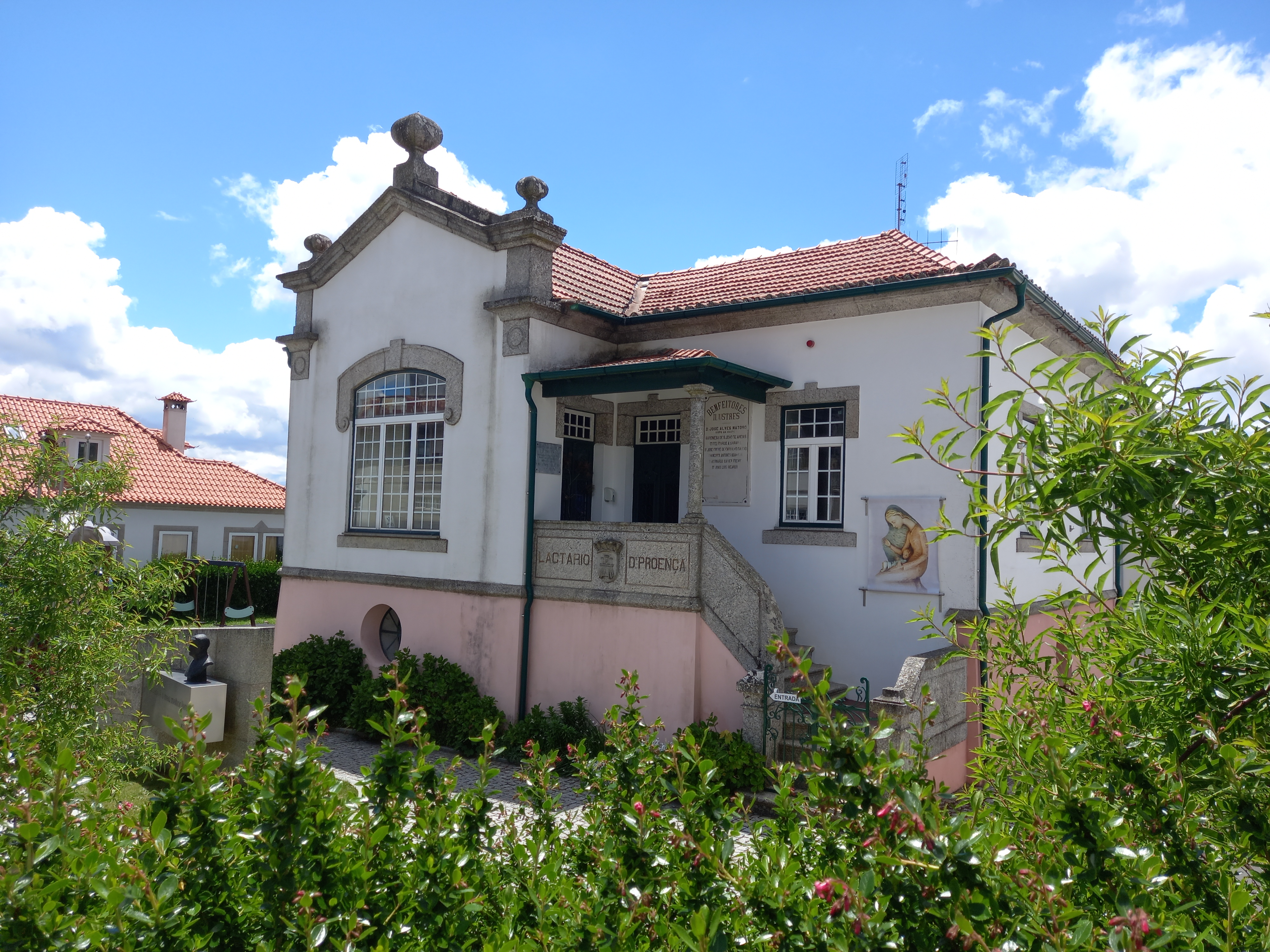
Lactário Dr. Proença, na cidade da Guarda

Lactário é um estabelecimento de beneficência onde se aleitam crianças pobres, doentes ou mal alimentadas.
Em Portugal os lactários inspiraram-se na gouttes de lait francesas.
O primeiro lactário data de 1894 devido ao Dr. Dufour de Fecamp, tendo-se espalhado por todo o mundo a partir de 1898.

## Em Portugal
As obras de assistência à primeira infância remontam ao tempo da Monarquia, em particular, devido à ação da Rainha Dona Amélia, com a fundação dos lactários, dispensários, sanatórios e maternidades, numa campanha contra a mortalidade infantil e das puérperas. Na República, os apoios não se limitaram aos 2 e 3 primeiros anos de vida das crianças, alargando o apoio às idades pré-escolar e escolar. Aumentam o número de lactários, surgiram os jardins-escola, as escolas maternais, etc.
Os lactários foram instalados por todo o país, alguns associados a zonas industriais, tais como dos lanifícios na Serra da Estrela. Deste modo, serviam de apoio aos filhos recém-nascidos das operárias fabris, fornecendo alimento (leite animal) e cuidados médicos.
Tiveram um enorme contributo para a melhoria da mortalidade infantil, em números alarmantes na primeira metade do século XX, assim como o controlo de doenças em crianças em início de vida como a tuberculose.

## Serviços
Nos lactários eram prestados serviços de puericultura e higiene infantil, tais como:
- consultas médicas para as mães sobre o aleitamento;
- fornecimento de leite animal esterilizado;
- pesagem e medição regular das crianças.

Como refere António Piedade Costa, "os lactários seriam uma escola prática de puericultura, onde as mães aprenderiam a dirigir o aleitamento."

## Localizações
- No Porto, o Dispensário do Porto teve anexado um Lactário;
- Creche e Lactário de Évora;
- Lactário da Rainha Dona Isabel (Leiria);
- Lactário de Nossa Senhora da Covilhã;
- Lactário da Erada (Covilhã)[5];
- Lactário da Companhia de Fiação e Tecidos de Fafe;
- Lactário do Antigo Hospital de Almeirim;
- Lactário-Creche Rainha Dona Leonor (Caldas da Rainha);
- Lactário da Assistência a Crianças Fracas (Funchal);
- Lactário e Balneário "Doutor Alves de Sousa";
- Lactário em São Tomé (São Tomé e Princípe);
- Lactário Dr. Proença (Guarda);
- Lactário de Ovar;
- Lactário de Seia[6].

### Lisboa
- Lactário da Creche Vítor Manuel da Santa Casa da Misericórdia de Lisboa (Ajuda);
- Lactário n.º 3 (Santa Casa da Misericórdia de Lisboa) - Jardim da Estrela;
- Lactário da freguesia de São José (Lisboa);
- Lactário dos Modestos da freguesia da Pena (Lisboa);
- Lactário da Sociedade Protectora da Primeira Infância (Lisboa), composto por 4 postos de distribuição de leite:
  - Alfama;
  - Santos
  - Alcântara
  - Beato

## Museu do Lactário
Em 1903 o militar Aboim Ascenção fundou em Portugal o primeiro lactário, na cidade de Lisboa, após ter tomado conhecimento de gouttes de lait francesas. Com projeto de autoria do arquitecto Ventura Terra, o Lactário de Lisboa teve um profundo impacto na zona onde foi instalado, em Alfama. De 1903 a 2006, o Lactário distribuiu 4 milhões de litros de leite a mais de 16 mil crianças às quais foram realizadas cerca de cem mil consultas pediátricas.
Em 2019 foi inaugurado o Museu do Lactário, onde é possível conhecer as instalações e peças do lactário tais como incubadoras e fotografias dos bebés assistidos. 

## Na literatura
- Na obra A Lã e a Neve de Ferreira de Castro, publicada em 1947, há uma referência a um lactário na Covilhã[8]:

```
Depois do parto e antes de retomar o seu trabalho de esbicadeira, Idalina tentara deixar o filho no Lactário, onde a Josefa também deixava o seu. Mas lá disseram-lhe que não podiam recebê-lo, que não tinham lugar para mais de doze crianças, nem leite para mais de vinte e quatro, nem dinheiro para comprar mais leite e mais berços. Escusava ela de falar alto, de reclamar, pois aquilo era uma obra de particulares, de senhoras que possuíam bom coração, mas não dispunham de meios para recolher as mil ou mais crianças pobres que havia sempre na Covilhã.
```